# Record europei di atletica leggera
I record europei di atletica leggera rappresentano le migliori prestazioni di atletica leggera stabilite dagli atleti delle nazioni appartenenti alla federazione europea di atletica leggera.

## Record europei

### Maschili
Statistiche aggiornate al 22 agosto 2023.
| 100 m piani                           | 9"80 (+0,1 m/s) | Marcell Jacobs                                                      | Italia                           | 1º agosto 2021    | Tokyo, Giappone                    |         |        |             |         |
| 200 m piani                           | 19"72 (+1,8 m/s)(a) | Pietro Mennea                                                       | Italia                           | 12 settembre 1979 | Città del Messico, Messico         |         |        |             |         |
| 400 m piani                           | 43"74 | Matthew Hudson-Smith                                                | Regno Unito                      | 20 luglio 2024    | Londra, Regno Unito                |         |        |             |         |
| 800 m piani                           | 1'41"11 | Wilson Kipketer                                                     | Danimarca                        | 24 agosto 1997    | Colonia, Germania                  |         |        |             |         |
| 1 000 m piani                         | 2'12"18 | Sebastian Coe                                                       | Regno Unito                      | 11 luglio 1981    | Oslo, Norvegia                     |         |        |             |         |
| 1 500 m piani                         | 3'26"73 | Jakob Ingebrigtsen                                                  | Norvegia                         | 12 luglio 2024    | Principato di Monaco               |         |        |             |         |
| Miglio                                | 3'43"73 | Jakob Ingebrigtsen                                                  | Norvegia                         | 16 settembre 2023 | Eugene, Stati Uniti d'America      |         |        |             |         |
| 2 000 m piani                         | 4'43"13 | Jakob Ingebrigtsen                                                  | Norvegia                         | 8 settembre 2023  | Bruxelles, Belgio                  |         |        |             |         |
| 3 000 m piani                         | 7'17"55 | Jakob Ingebrigtsen                                                  | Norvegia                         | 25 agosto 2024    | Chorzow, Polonia                   |         |        |             |         |
| 5 000 m piani                         | 12'45"01 | Mohamed Katir                                                       | Spagna                           | 21 luglio 2023    | Principato di Monaco               |         |        |             |         |
| 5 km (strada)                         | 13'12" | Jimmy Gressier                                                      | Francia                          | 12 febbraio 2023  | Principato di Monaco               |         |        |             |         |
| 10 000 m piani                        | 26'46"57 | Mo Farah                                                            | Regno Unito                      | 3 giugno 2011     | Eugene, Stati Uniti d'America      |         |        |             |         |
| 10 km (strada)                        | 27'07" | Jimmy Gressier                                                      | Francia                          | 17 marzo 2024     | Valencia, Spagna                   |         |        |             |         |
| 1 ora                                 | 21 330 m | Mo Farah                                                            | Regno Unito                      | 4 settembre 2020  | Bruxelles, Belgio                  |         |        |             |         |
| Mezza maratona                        | 59'13" | Julien Wanders                                                      | Svizzera                         | 8 febbraio 2019   | Ras al-Khaima, Emirati Arabi Uniti |         |        |             |         |
| Maratona                              | 2h03'36" | Bashir Abdi                                                         | Belgio                           | 24 ottobre 2021   | Rotterdam, Paesi Bassi             |         |        |             |         |
| 100 km (strada)                       | 6h18'24" | Mario Ardemagni                                                     | Italia                           | 11 settembre 2004 | Winschoten, Paesi Bassi            |         |        |             |         |
| 3 000 m siepi                         | 8'00"09 | Mahiedine Mekhissi-Benabbad                                         | Francia                          | 6 luglio 2013     | Saint-Denis, Francia               |         |        |             |         |
| 110 m ostacoli                        | 12"91 (+0,5 m/s) | Colin Jackson                                                       | Regno Unito                      | 20 agosto 1993    | Stoccarda, Germania                |         |        |             |         |
| 400 m ostacoli                        | 45"94 | Karsten Warholm                                                     | Norvegia                         | 3 agosto 2021     | Tokyo, Giappone                    |         |        |             |         |
| Salto in alto                         | 2,42 m | Patrik Sjöberg                                                      | Svezia                           | 30 giugno 1987    | Stoccolma, Svezia                  |         |        |             |         |
| Salto con l'asta                      | 6,26 m | Armand Duplantis                                                    | Svezia                           | 25 agosto 2024    | Chorzow, Polonia                   |         |        |             |         |
| Salto in lungo                        | 8,86 m (+1,9 m/s) | Robert Ėmmijan                                                      | Unione Sovietica                 | 22 maggio 1987    | Tsaghkadzor, Unione Sovietica      |         |        |             |         |
| Salto triplo                          | 18,29 m (+1,3 m/s) | Jonathan Edwards                                                    | Regno Unito                      | 7 agosto 1995     | Göteborg, Svezia                   |         |        |             |         |
| Getto del peso                        | 23,06 m | Ulf Timmermann                                                      | Germania Est                     | 22 maggio 1988    | La Canea, Grecia                   |         |        |             |         |
| Lancio del disco                      | 74,35 m | Mykolas Alekna                                                      | Lituania                         | 14 aprile 2024    | Ramona, Stati Uniti d'America      |         |        |             |         |
| Lancio del martello                   | 86,74 m | Jurij Sedych                                                        | Unione Sovietica                 | 30 agosto 1986    | Stoccarda, Germania Ovest          |         |        |             |         |
| Lancio del giavellotto                | 98,48 m | Jan Železný                                                         | Rep. Ceca                        | 25 maggio 1996    | Jena, Germania                     |         |        |             |         |
| Decathlon                             | 9 126 punti | Kévin Mayer                                                         | Francia                          | 16 settembre 2018 | Talence, Francia                   |         |        |             |         |
| Decathlon                             | \| 100 m (v.) \| Lungo (v.) \| Peso \| Alto \| 400 m \| 110 m hs (v.) \| Disco \| Asta \| Giavellotto \| 1500 m \| \| ---------------- \| ----------------- \| ------- \| ------ \| ----- \| ---------------- \| ------- \| ------ \| ----------- \| ------- \| \| 10"55 (+0,3 m/s) \| 7,80 m (+1,2 m/s) \| 16,00 m \| 2,05 m \| 48"42 \| 13"75 (-1,1 m/s) \| 50,54 m \| 5,45 m \| 71,90 m \| 4'36"11 \| |                                                                     |                                  |                   |                                    |         |        |             |         |
| Marcia 20 000 m (pista)               | 1h18'35"2(m) | Stefan Johansson                                                    | Svezia                           | 15 maggio 1992    | Fana, Norvegia                     |         |        |             |         |
| Marcia 20 km (strada)                 | 1h17'02" | Yohann Diniz                                                        | Francia                          | 8 marzo 2015      | Arles, Francia                     |         |        |             |         |
| Marcia 30 000 m (pista)               | 2h01'44"1(m) | Maurizio Damilano                                                   | Italia                           | 3 ottobre 1992    | Cuneo, Italia                      |         |        |             |         |
| Marcia 35 km (strada)                 | 2h23'14" | Massimo Stano                                                       | Italia                           | 24 luglio 2022    | Eugene, Stati Uniti d'America      |         |        |             |         |
| Marcia 50 000 m (pista)               | 3h35'27"2(m) | Yohann Diniz                                                        | Francia                          | 12 marzo 2011     | Reims, Francia                     |         |        |             |         |
| Marcia 50 km (strada)                 | 3h32'33"(m) | Yohann Diniz                                                        | Francia                          | 15 agosto 2014    | Zurigo, Svizzera                   |         |        |             |         |
| Staffetta 4×100 m                     | 37"36 | Adam Gemili Zharnel Hughes Richard Kilty Nethaneel Mitchell-Blake   | Regno Unito Squadra nazionale    | 5 ottobre 2019    | Doha, Qatar                        |         |        |             |         |
| Staffetta 4×200 m                     | 1'20"66 | Christophe Lemaitre Yannick Fonsat Ben Bassaw Ken Romain            | Francia Squadra nazionale        | 24 maggio 2014    | Nassau, Bahamas                    |         |        |             |         |
| Staffetta 4×400 m                     | 2'55"83 | Alex Haydock-Wilson Mattehw Hudson-Smith Lewis Davey Charles Dobson | Regno Unito Squadra nazionale    | 10 agosto 2024    | Parigi, Francia                    |         |        |             |         |
| Staffetta 4×800 m                     | 7'03"89 | Sebastian Coe Steve Cram Garry Cook Peter Elliott                   | Regno Unito Squadra nazionale    | 30 agosto 1982    | Londra, Regno Unito                |         |        |             |         |
| Staffetta 4×1 500 m                   | 14'38"8(m) | Karl Fleschen Michael Lederer Harald Hudak Thomas Wessinghage       | Germania Ovest Squadra nazionale | 16 agosto 1977    | Colonia, Germania Ovest            |         |        |             |         |
| Staffetta su strada                   | 2h03'12" | Greg van Hest Simon Vroemen Gerard Kappert Henk Gommer René Godlieb | Paesi Bassi Squadra nazionale    | 23 novembre 1994  | Chiba, Giappone                    |         |        |             |         |
| Staffetta mista (1200+400+800+1600 m) | 9'24"07 | Mateusz Demczyszak Łukasz Krawczuk Adam Kszczot Marcin Lewandowski  | Polonia Squadra nazionale        | 3 maggio 2015     | Nassau, Bahamas                    |         |        |             |         |
| 100 m (v.)                            | Lungo (v.) | Peso                                                                | Alto                             | 400 m             | 110 m hs (v.)                      | Disco   | Asta   | Giavellotto | 1500 m  |
| 10"55 (+0,3 m/s)                      | 7,80 m (+1,2 m/s) | 16,00 m                                                             | 2,05 m                           | 48"42             | 13"75 (-1,1 m/s)                   | 50,54 m | 5,45 m | 71,90 m     | 4'36"11 |

### Femminili
Statistiche aggiornate al 23 luglio 2023.
| Specialità                            | Prestazione | Atleta                                                                                            | Nazione                            | Data              | Luogo                             |         |
| ------------------------------------- | --- | ------------------------------------------------------------------------------------------------- | ---------------------------------- | ----------------- | --------------------------------- | ------- |
| 100 m piani                           | 10"73 (+2,0 m/s) | Christine Arron                                                                                   | Francia                            | 19 agosto 1998    | Budapest, Ungheria                |         |
| 200 m piani                           | 21"63 (+0,2 m/s) | Dafne Schippers                                                                                   | Paesi Bassi                        | 28 agosto 2015    | Pechino, Cina                     |         |
| 400 m piani                           | 47"60 | Marita Koch                                                                                       | Germania Est                       | 6 ottobre 1985    | Canberra, Australia               |         |
| 800 m piani                           | 1'53"28 | Jarmila Kratochvílová                                                                             | Cecoslovacchia                     | 26 luglio 1983    | Monaco di Baviera, Germania Ovest |         |
| 1 000 m piani                         | 2'28"98 | Svetlana Masterkova                                                                               | Russia                             | 23 agosto 1996    | Bruxelles, Belgio                 |         |
| 1 500 m piani                         | 3'51"95 | Sifan Hassan                                                                                      | Paesi Bassi                        | 5 ottobre 2019    | Doha, Qatar                       |         |
| Miglio                                | 4'12"33 | Sifan Hassan                                                                                      | Paesi Bassi                        | 12 luglio 2019    | Principato di Monaco              |         |
| 2 000 m piani                         | 5'25"36 | Sonia O'Sullivan                                                                                  | Irlanda                            | 8 luglio 1994     | Edimburgo, Regno Unito            |         |
| 3 000 m piani                         | 8'18"49 | Sifan Hassan                                                                                      | Paesi Bassi                        | 30 giugno 2019    | Palo Alto, Stati Uniti d'America  |         |
| 5 000 m piani                         | 14'13"42 | Sifan Hassan                                                                                      | Paesi Bassi                        | 23 luglio 2023    | Londra, Regno Unito               |         |
| 5 km (strada)                         | 14'44"(wo) | Sifan Hassan                                                                                      | Paesi Bassi                        | 17 febbraio 2019  | Principato di Monaco              |         |
| 10 000 m piani                        | 29'06"82 | Sifan Hassan                                                                                      | Paesi Bassi                        | 6 giugno 2021     | Hengelo, Paesi Bassi              |         |
| 10 km (strada)                        | 30'19"(wo) | Eilish McColgan                                                                                   | Regno Unito                        | 22 maggio 2022    | Manchester, Regno Unito           |         |
| 10 km (strada)                        | 30'21"(mx) | Paula Radcliffe                                                                                   | Regno Unito                        | 23 febbraio 2003  | San Juan, Porto Rico              |         |
| 1 ora                                 | 18 930 m | Sifan Hassan                                                                                      | Paesi Bassi                        | 4 settembre 2020  | Bruxelles, Belgio                 |         |
| Mezza maratona                        | 1h05'15"(mx) | Sifan Hassan                                                                                      | Paesi Bassi                        | 16 settembre 2018 | Copenaghen, Danimarca             |         |
| Mezza maratona                        | 1h05'18"(wo) | Melat Kejeta                                                                                      | Germania                           | 17 ottobre 2020   | Gdynia, Polonia                   |         |
| Maratona                              | 2h15'25"(mx) | Paula Radcliffe                                                                                   | Regno Unito                        | 13 aprile 2003    | Londra, Regno Unito               |         |
| 100 km (strada)                       | 7h04'03"(mx) | Floriane Hot                                                                                      | Francia                            | 27 agosto 2022    | Bernau bei Berlin, Germania       |         |
| 3 000 m siepi                         | 8'58"67 | Alice Finot                                                                                       | Francia                            | 6 agosto 2024     | Parigi, Francia                   |         |
| 100 m ostacoli                        | 12"21 (+0,7 m/s) | Jordanka Donkova                                                                                  | Bulgaria                           | 20 agosto 1988    | Stara Zagora, Bulgaria            |         |
| 400 m ostacoli                        | 50"95 | Femke Bol                                                                                         | Paesi Bassi                        | 14 luglio 2024    | Bruxelles, Belgio                 |         |
| Salto in alto                         | 2,10 m | Yaroslava Mahuchikh                                                                               | Ucraina                            | 7 luglio 2024     | Parigi, Francia                   |         |
| Salto con l'asta                      | 5,06 m | Elena Isinbaeva                                                                                   | Russia                             | 28 agosto 2009    | Zurigo, Svizzera                  |         |
| Salto in lungo                        | 7,52 m (+1,4 m/s) | Galina Čistjakova                                                                                 | Unione Sovietica                   | 11 giugno 1988    | Leningrado, Unione Sovietica      |         |
| Salto triplo                          | 15,50 m (+0,9 m/s) | Inesa Kravec'                                                                                     | Ucraina                            | 10 agosto 1995    | Göteborg, Svezia                  |         |
| Getto del peso                        | 22,63 m | Natal'ja Lisovskaja                                                                               | Unione Sovietica                   | 7 giugno 1987     | Mosca, Unione Sovietica           |         |
| Lancio del disco                      | 76,80 m | Gabriele Reinsch                                                                                  | Germania Est                       | 9 luglio 1988     | Neubrandenburg, Germania Est      |         |
| Lancio del martello                   | 82,98 m | Anita Włodarczyk                                                                                  | Polonia                            | 28 agosto 2016    | Varsavia, Polonia                 |         |
| Lancio del giavellotto                | 72,28 m | Barbora Špotáková                                                                                 | Rep. Ceca                          | 13 settembre 2008 | Stoccarda, Germania               |         |
| Eptathlon                             | 7 032 punti | Carolina Klüft                                                                                    | Svezia                             | 26 agosto 2007    | Osaka, Giappone                   |         |
| Eptathlon                             | \| 100 m hs (v.) \| Alto \| Peso \| 200 m (v.) \| Lungo (v.) \| Giavellotto \| 800 m \| \| ---------------- \| ------ \| ------- \| ---------------- \| ----------------- \| ----------- \| ------- \| \| 13"15 (+0,1 m/s) \| 1,95 m \| 14,81 m \| 23"38 (+0,3 m/s) \| 6,85 m (+1,0 m/s) \| 47,98 m \| 2'12"56 \| |                                                                                                   |                                    |                   |                                   |         |
| Decathlon                             | 8 358 punti | Austra Skujytė                                                                                    | Lituania                           | 15 aprile 2005    | Columbia, Stati Uniti d'America   |         |
| Decathlon                             | 12"49 (+1,6 m/s) (100 m), 46,19 m (disco), 3,10 m (asta), 48,78 m (giavellotto), 57"19 (400 m), 14"22 (+2,4 m/s) (100 hs), 6,12 m (+1,6 m/s) (lungo), 16,42 m (peso), 1,78 m (alto), 5'15"86 (1 500 m) |                                                                                                   |                                    |                   |                                   |         |
| Marcia 10 000 m (pista)               | 41'56"23 | Nadežda Rjaškina                                                                                  | Unione Sovietica                   | 24 luglio 1990    | Seattle, Stati Uniti d'America    |         |
| Marcia 20 000 m (pista)               | 1h26'52"3(m) | Olimpiada Ivanova                                                                                 | Russia                             | 6 settembre 2001  | Brisbane, Australia               |         |
| Marcia 20 km (strada)                 | 1h25'08" | Vera Sokolova                                                                                     | Russia                             | 26 febbraio 2011  | Soči, Russia                      |         |
| Marcia 35 km (strada)                 | 2h39'16" | María Pérez                                                                                       | Spagna                             | 30 gennaio 2022   | Lepe, Spagna                      |         |
| Marcia 50 km (strada)                 | 4h04'50" | Eleonora Giorgi                                                                                   | Italia                             | 19 maggio 2019    | Alytus, Lituania                  |         |
| Staffetta 4×100 m                     | 41"37 | Marlies Göhr Ingrid Auerswald Sabine Günther Silke Möller                                         | Germania Est Squadra nazionale     | 6 ottobre 1985    | Canberra, Australia               |         |
| Staffetta 4×200 m                     | 1'28"15 | Marita Koch Bärbel Wöckel Romy Müller Marlies Göhr                                                | Germania Est Squadra nazionale     | 9 agosto 1980     | Jena, Germania Est                |         |
| Staffetta 4×400 m                     | 3'15"17 | Tat'jana Ledovskaja Ol'ga Nazarova Marija Pinigina Ol'ha Bryzhina                                 | Unione Sovietica Squadra nazionale | 1º ottobre 1988   | Seul, Corea del Sud               |         |
| Staffetta 4×800 m                     | 7'50"17 | Lyudmila Borisova Ljubov' Gurina Nadija Olizarenko Irina Pod"jalovskaja                           | Unione Sovietica Squadra nazionale | 5 agosto 1984     | Mosca, Unione Sovietica           |         |
| Staffetta 4×1 500 m                   | 17'51"48 | Claudia Bobocea Florina Pierdevară Anca Maria Bunea Lenuța Simiuc                                 | Romania Squadra nazionale          | 24 maggio 2014    | Nassau, Bahamas                   |         |
| Staffetta su strada                   | 2h14'51" | Lilija Šobuchova Inga Abitova Olesya Syreva Lidija Grigor'eva Galina Bogomolova Mariya Konovalova | Russia Squadra nazionale           | 23 novembre 2006  | Chiba, Giappone                   |         |
| Staffetta mista (1200+400+800+1600 m) | 10'45"32 | Katarzyna Broniatowska Monika Szczęsna Angelika Cichocka Sofia Ennaoui                            | Polonia Squadra nazionale          | 2 maggio 2015     | Nassau, Bahamas                   |         |
| 100 m hs (v.)                         | Alto | Peso                                                                                              | 200 m (v.)                         | Lungo (v.)        | Giavellotto                       | 800 m   |
| 13"15 (+0,1 m/s)                      | 1,95 m | 14,81 m                                                                                           | 23"38 (+0,3 m/s)                   | 6,85 m (+1,0 m/s) | 47,98 m                           | 2'12"56 |

### Misti
Statistiche aggiornate al 31 luglio 2021.
| Specialità              | Prestazione | Atleta                                                            | Nazione                   | Data           | Luogo           |
| ----------------------- | ----------- | ----------------------------------------------------------------- | ------------------------- | -------------- | --------------- |
| Staffetta 4×400 m mista | 3'09"87     | Karol Zalewski Natalia Kaczmarek Justyna Święty Kajetan Duszyński | Polonia Squadra nazionale | 31 luglio 2021 | Tokyo, Giappone |

## Record europei indoor

### Maschili
Statistiche aggiornate al 8 febbraio 2025.
| Specialità        | Prestazione | Atleta                                                                       | Nazione                            | Data             | Luogo                           |         |
| ----------------- | --- | ---------------------------------------------------------------------------- | ---------------------------------- | ---------------- | ------------------------------- | ------- |
| 50 m piani        | 5"61 | Manfred Kokot                                                                | Germania Est                       | 4 febbraio 1973  | Berlino Est, Germania Est       |         |
| 60 m piani        | 6"41 | Marcell Jacobs                                                               | Italia                             | 19 marzo 2022    | Belgrado, Serbia                |         |
| 200 m piani       | 20"25 | Linford Christie                                                             | Regno Unito                        | 19 febbraio 1995 | Liévin, Francia                 |         |
| 400 m piani       | 45"05 | Thomas Schönlebe                                                             | Germania Est                       | 5 febbraio 1988  | Sindelfingen, Germania Ovest    |         |
| 400 m piani       | 45"05 | Karsten Warholm                                                              | Norvegia                           | 2 marzo 2019     | Glasgow, Regno Unito            |         |
| 800 m piani       | 1'42"67 | Wilson Kipketer                                                              | Danimarca                          | 9 marzo 1997     | Parigi, Francia                 |         |
| 1 000 m piani     | 2'14"96 | Wilson Kipketer                                                              | Danimarca                          | 20 febbraio 2000 | Birmingham, Regno Unito         |         |
| 1 500 m piani     | 3'30"60 | Jakob Ingebrigtsen                                                           | Norvegia                           | 17 febbraio 2022 | Liévin, Francia                 |         |
| Miglio            | 3'49"26 | Andrew Coscoran                                                              | Irlanda                            | 8 febbraio 2025  | New York, Stati Uniti d'America |         |
| 3 000 m piani     | 7'24"68 | Mohamed Katir                                                                | Spagna                             | 15 febbraio 2023 | Liévin, Francia                 |         |
| 5 000 m piani     | 12'57"08 | Marc Scott                                                                   | Regno Unito                        | 12 febbraio 2022 | Boston, Stati Uniti d'America   |         |
| 50 m ostacoli     | 6"36(+) | Ladji Doucouré                                                               | Francia                            | 26 febbraio 2005 | Liévin, Francia                 |         |
| 60 m ostacoli     | 7"30 | Colin Jackson                                                                | Regno Unito                        | 6 marzo 1994     | Sindelfingen, Germania          |         |
| Salto in alto     | 2,42 m | Carlo Thränhardt                                                             | Germania Ovest                     | 26 febbraio 1988 | Berlino Ovest, Germania Ovest   |         |
| Salto con l'asta  | 6,22 m | Armand Duplantis                                                             | Svezia                             | 25 febbraio 2023 | Clermont-Ferrand, Francia       |         |
| Salto in lungo    | 8,71 m | Sebastian Bayer                                                              | Germania                           | 8 marzo 2009     | Torino, Italia                  |         |
| Salto triplo      | 17,92 m | Teddy Tamgho                                                                 | Francia                            | 6 marzo 2011     | Parigi, Francia                 |         |
| Getto del peso    | 22,55 m | Ulf Timmermann                                                               | Germania Est                       | 11 febbraio 1989 | Senftenberg, Germania Est       |         |
| Eptathlon         | 6 479 punti | Kévin Mayer                                                                  | Francia                            | 5 marzo 2017     | Belgrado, Serbia                |         |
| Eptathlon         | \| 60 m \| Lungo \| Peso \| Alto \| 60 m hs \| Asta \| 1000 m \| \| ---- \| ------ \| ------- \| ------ \| ------- \| ------ \| ------- \| \| 6"95 \| 7,54 m \| 15,66 m \| 2,10 m \| 7"88 \| 5,40 m \| 2'41"08 \| |                                                                              |                                    |                  |                                 |         |
| Marcia 5 000 m    | 18'07"08 | Michail Ščennikov                                                            | Russia                             | 14 febbraio 1995 | Mosca, Russia                   |         |
| Staffetta 4×200 m | 1'22"11 | John Regis Ade Mafe Darren Braithwaite Linford Christie                      | Regno Unito Squadra nazionale      | 3 marzo 1991     | Glasgow, Regno Unito            |         |
| Staffetta 4×400 m | 3'01"77 | Karol Zalewski Rafał Omelko Łukasz Krawczuk Jakub Krzewina                   | Polonia Squadra nazionale          | 4 marzo 2018     | Birmingham, Regno Unito         |         |
| Staffetta 4×800 m | 7'17"8(m) | Valentin Taratynov Stanislav Meshcherskikh Aleksey Taranov Viktor Semyashkin | Unione Sovietica Squadra nazionale | 14 marzo 1971    | Sofia, Bulgaria                 |         |
| 60 m              | Lungo | Peso                                                                         | Alto                               | 60 m hs          | Asta                            | 1000 m  |
| 6"95              | 7,54 m | 15,66 m                                                                      | 2,10 m                             | 7"88             | 5,40 m                          | 2'41"08 |

### Femminili
Statistiche aggiornate al 4 marzo 2023.
| Specialità        | Prestazione | Atleta                                                                 | Nazione                                 | Data             | Luogo                                  |
| ----------------- | --- | ---------------------------------------------------------------------- | --------------------------------------- | ---------------- | -------------------------------------- |
| 50 m piani        | 5"96(+) | Irina Privalova                                                        | Russia                                  | 9 febbraio 1995  | Madrid, Spagna                         |
| 60 m piani        | 6"92 | Irina Privalova                                                        | Russia                                  | 11 febbraio 1993 | Madrid, Spagna                         |
| 60 m piani        | 6"92 | Irina Privalova                                                        | Russia                                  | 9 febbraio 1995  | Madrid, Spagna                         |
| 200 m piani       | 22"10 | Irina Privalova                                                        | Russia                                  | 19 febbraio 1995 | Liévin, Francia                        |
| 400 m piani       | 49"26 | Femke Bol                                                              | Paesi Bassi                             | 19 febbraio 2023 | Apeldoorn, Paesi Bassi                 |
| 800 m piani       | 1'55"82 | Jolanda Čeplak                                                         | Slovenia                                | 3 marzo 2002     | Vienna, Austria                        |
| 1 000 m piani     | 2'31"93 | Laura Muir                                                             | Regno Unito                             | 18 febbraio 2017 | Birmingham, Regno Unito                |
| 1 500 m piani     | 3'57"91 | Abeba Aregawi                                                          | Svezia                                  | 6 febbraio 2014  | Stoccolma, Svezia                      |
| Miglio            | 4'17"14 | Doina Melinte                                                          | Romania                                 | 9 febbraio 1990  | East Rutherford, Stati Uniti d'America |
| 3 000 m piani     | 8'26"41 | Laura Muir                                                             | Regno Unito                             | 4 febbraio 2017  | Karlsruhe, Germania                    |
| 5 000 m piani     | 14'30"79 | Konstanze Klosterhalfen                                                | Germania                                | 27 febbraio 2020 | Boston, Stati Uniti d'America          |
| 50 m ostacoli     | 6"58 | Cornelia Oschkenat                                                     | Germania Est                            | 20 febbraio 1988 | Berlino Est, Germania Est              |
| 60 m ostacoli     | 7"67 | Ditaji Kambundji                                                       | Svizzera                                | 7 marzo 2025     | Apeldoorn, Paesi Bassi                 |
| Salto in alto     | 2,08 m | Kajsa Bergqvist                                                        | Svezia                                  | 4 febbraio 2006  | Arnstadt, Germania                     |
| Salto con l'asta  | 5,01 m | Elena Isinbaeva                                                        | Russia                                  | 23 febbraio 2012 | Stoccolma, Svezia                      |
| Salto in lungo    | 7,37 m | Heike Drechsler                                                        | Germania Est                            | 13 febbraio 1988 | Vienna, Austria                        |
| Salto triplo      | 15,36 m | Tat'jana Lebedeva                                                      | Russia                                  | 6 marzo 2004     | Budapest, Ungheria                     |
| Getto del peso    | 22,50 m | Helena Fibingerová                                                     | Cecoslovacchia                          | 19 febbraio 1977 | Jablonec nad Nisou, Cecoslovacchia     |
| Pentathlon        | 5 055 punti | Nafissatou Thiam                                                       | Belgio                                  | 3 marzo 2023     | Istanbul, Turchia                      |
| Pentathlon        | \| 60 m hs \| Alto \| Peso \| Lungo \| 800 m \| \| ------- \| ------ \| ------- \| ------ \| ------- \| \| 8"23 \| 1,92 m \| 15,54 m \| 6,59 m \| 2'13"60 \| |                                                                        |                                         |                  |                                        |
| Marcia 3 000 m    | 11'40"33 | Claudia Ștef                                                           | Romania                                 | 30 gennaio 1999  | Bucarest, Romania                      |
| Staffetta 4×200 m | 1'32"41 | Julija Guščina Julija Pečënkina Irina Chabarova Ekaterina Kondrat'eva  | Russia Squadra nazionale                | 29 gennaio 2005  | Glasgow, Regno Unito                   |
| Staffetta 4×400 m | 3'23"37 | Julija Guščina Ol'ga Kotljarova Ol'ga Zajceva Olesja Krasnomovec       | Russia Squadra nazionale                | 28 gennaio 2006  | Glasgow, Regno Unito                   |
| Staffetta 4×800 m | 8'06"24 | Anna Balakšina Elena Kotul'skaja Ekaterina Šarmina Aleksandra Bulanova | Russia Rappresentativa regione di Mosca | 18 febbraio 2011 | Mosca, Russia                          |
| 60 m hs           | Alto | Peso                                                                   | Lungo                                   | 800 m            |                                        |
| 8"23              | 1,92 m | 15,54 m                                                                | 6,59 m                                  | 2'13"60          |                                        |